# Fort Hood
Fort Hood es un lugar designado por el censo ubicado en el condado de Bell, en el estado estadounidense de Texas, en las proximidades de Killeen, en Texas. La base se encuentra a medio camino entre Waco y Austin. Su nombre es en honor del general John Bell Hood. En el Censo de 2010 tenía una población de 29 589 habitantes y una densidad poblacional de 735,21 personas por km².

## Historia
Construida en 1942, es la mayor base militar de Estados Unidos y del mundo. En 2009, hospedaba a 65 000 personas entre militares, empleados civiles y familiares.
Fort Hood, además, es la única base en los Estados Unidos ocupada por dos divisiones, la 4.ª División de Infantería y la 1.ª División de Caballería, siendo también la sede del comando del III Cuerpo.

### Tiroteo del 5 de noviembre de 2009
El 5 de noviembre de 2009, en uno de los edificios del complejo, una persona de uniforme abrió fuego sobre personal civil y militar, matando a 13 personas e hiriendo a otras 31. 
El autor de la masacre fue identificado como Nidal Malik Hasan, de 39 años, médico psiquiatra de origen jordano con veinte años de servicio en el Ejército.

## Geografía
Fort Hood se encuentra ubicado en las coordenadas 30°34′42″N 103°53′32″O / 30.57833, -103.89222. Según la Oficina del Censo de los Estados Unidos, Fort Hood tiene una superficie total de 26,12 km², toda ella de tierra firme.

## Demografía
Según el censo de 2010, había 1201 personas residiendo en Fort Hood. La densidad de población era de 45,98 hab./km². De los 1201 habitantes, Fort Hood estaba compuesto por el 88,68 % blancos, el 0,92 % eran afroamericanos, el 0,75 % eran amerindios, el 7,83 % eran de otras razas y el 1,83 % pertenecían a dos o más razas. Del total de la población, el 47,88 % eran hispanos o latinos de cualquier raza.